# Jervine Mook
Jervine Cristino Bartolomeo Mook (nacido el 28 de mayo de 1990) es un futbolista internacional de Curazao que se desempeña en el terreno de juego como mediocampista; su actual equipo es el SUBT de la primera división del Fútbol de Curazao.

## Trayectoria
- S.V. V.E.S.T.A.  2010-2013

- SUBT  2013-presente